# 梅德溫卡河
53°20′48″N 14°54′29″E / 53.346672°N 14.908192°E
梅德溫卡河是波蘭的河流，位於該國西北部，處於西波美拉尼亞省，屬於普沃尼亞河的右支流，河道全長6公里，流域面積44平方公里，最終注入梅德維湖。